# Карбондејл (Канзас)
Карбондејл (енгл. Carbondale) град је у америчкој савезној држави Канзас.

## Демографија
По попису из 2010. године број становника је 1.437, што је 41 (-2,8%) становника мање него 2000. године.
| Група             | 2000.         | 2010.         |
| Белци             | 1.395 (94,4%) | 1.344 (93,5%) |
| Афроамериканци    | 4 (0,3%)      | 5 (0,3%)      |
| Азијати           | 1 (0,1%)      | 3 (0,2%)      |
| Хиспаноамериканци | 56 (3,8%)     | 42 (2,9%)     |
| Укупно            | 1.478         | 1.437         |